# Đặc trưng lưu lượng
Đặc trưng lưu lượng, hay còn gọi là mô đun lưu lượng của một mặt cắt lòng dẫn là đại lượng đặc trưng cho khả năng chuyển nước của lòng dẫn đó. Đặc trưng lưu lượng bằng lưu lượng của dòng chảy đều trong lòng dẫn đó ứng với độ dốc thủy lực bằng đơn vị.

## Công thức
{\displaystyle K={Q^{2} \over J^{2}}}
trong đó:
K là đặc trưng lưu lượng
Q là lưu lượng
J là độ dốc thủy lực
- Thứ nguyên của K là [L3 T −1], cùng thứ nguyên với lưu lượng
- Đơn vị thường dùng: m³/s hoặc lit/s